# Serra de la Mussara
La Serra de la Mussara és una serra situada als municipis de Vilaplana i la Febró a la comarca del Baix Camp, amb una elevació màxima de 1.056 metres (cim de la Mussara). Aquí es troba el despoblat de la Mussara.

## Orografia
Els cims i accidents geogràfics més importants són:
- Les Airasses (993 m)[2]
- Els Altars de Prades (entre 600 i 700 m)[3]
- Coll de la Batalla (468 m)[4]
- Puig d'en Cama (717 m)[5]
- Els Motllats[6]
- La Pena Roja, cim dels Motllats (1.029 m)[7]